# Matteo Garrone
Matteo Garrone (ur. 15 października 1968 w Rzymie) – włoski reżyser, scenarzysta i producent filmowy.

## Życiorys
Wywodzi się z rodziny o zacięciu artystycznym. Jest synem krytyka teatralnego Nico Garrone i fotografki Donatelli Rimoldi. Jego dziadkiem był aktor Adriano Rimoldi.
Garrone zwrócił na siebie uwagę jako obiecujący reżyser filmem Balsamista (2002), zaprezentowanym na 55. MFF w Cannes. Jego kolejny obraz Pierwsza miłość (2004) startował w konkursie głównym na 54. MFF w Berlinie.
Prawdziwy rozgłos i sukces artystyczny przyniosła mu jednak Gomorra (2008), adaptacja bestsellerowej książki Roberta Saviano o neapolitańskiej mafii kamorrze. Film nagrodzono m.in. Grand Prix na 61. MFF w Cannes, pięcioma Europejskimi Nagrodami Filmowymi (w tym dla najlepszego filmu, za reżyserię i scenariusz) oraz Davidem di Donatello.
Po międzynarodowym sukcesie Gomorry Matteo Garrone stał się znaczącym reżyserem kina włoskiego i stałym bywalcem canneńskiego festiwalu. Jego gorzkie spojrzenie na świat telewizji Reality (2012) wyróżniono Grand Prix na 65. MFF w Cannes. Na kolejny obraz Pentameron (2015) złożyły się trzy opowieści, dla których kanwę stanowiły neapolitańskie baśnie autorstwa Giambattisty Basilego. Film zaprezentowano w konkursie głównym na 68. MFF w Cannes.
Dogman (2018) opowiadał z kolei o psim fryzjerze, który ze spolegliwego poczciwca przeobraża się pod wpływem lokalnego gangstera w krwawego mściciela. Grający główną rolę Marcello Fonte zdobył za nią nagrodę aktorską na 71. MFF w Cannes oraz Europejską Nagrodę Filmową dla najlepszego aktora.
Poza filmami Garrone tworzy również reklamy telewizyjne. Reżyser był członkiem jury konkursu głównego na 69. MFF w Wenecji (2012).

## Filmografia

### Reżyser

#### Filmy fabularne
- 1996: Terra di mezzo
- 1998: Ospiti
- 2000: Lato w Rzymie (Estate romana)
- 2002: Balsamista (L'imbalsamatore)
- 2004: Pierwsza miłość (Primo amore)
- 2008: Gomorra
- 2012: Reality
- 2015: Pentameron (Il racconto dei racconti)
- 2018: Dogman
- 2019: Pinokio (Pinocchio)
- 2023: Ja, kapitan (Io capitano)

#### Filmy dokumentalne
- 1997: Bienvenido espirito santo
- 1998: Oreste Pipolo, fotografo di matrimoni

#### Filmy krótkometrażowe
- 1996: Silhouette
- 1998: Il caso di forza maggiore
- 2016: Before Design: Classic
- 2017: Delightful[4][5]